# Susuwatari
Susuwatari (ススワタリ/煤渡り "bồ hóng lang thang"), cũng gọi là Makkuro kurosuke (まっくろくろすけ; "makkuro" nghĩa là "màu đen nhánh", "kuro" nghĩa là "đen" và hậu tố "-suke" được sử dụng phổ biến cho tên con trai), là tên của một loại yêu tinh hư cấu được sáng tạo bởi Miyazaki Hayao, minh họa bởi Studio Ghibli, và được biết đến trong các bộ phim hoạt hình anime nổi tiếng như Hàng xóm của tôi là Totoro và Sen và Chihiro ở thế giới thần bí, chúng được gọi là "bồ hóng đen" ("black soots") trong các phần phụ đề đầu tiên, và "yêu tinh bồ hóng" ("soot sprites") hoặc "cục bụi bông" ("dust bunnies") trong phụ đề tiếng Anh của Streamline Pictures, cũng như "tiểu yêu tinh bồ hóng" ("soot gremlins") trong phiên bản lồng tiếng tiếng Anh của Walt Disney Studios.

## Mô tả
Susuwatari được mô tả và thể hiện như những sinh vật có kích thước bằng quả bóng tennis, màu đen nhánh và có lông mờ, với hai mắt to cùng chân tay dài và mảnh. Chúng di chuyển bằng cách bay lượn xung quanh, nhưng chúng có thể kéo giãn các chi hình que từ cơ thể để thực hiện một số nhiệm vụ nhất định, và có thể nâng vật nặng gấp nhiều lần trọng lượng của chúng. Chúng tạo ra âm thanh chít chít khi bị kích thích, và sẽ tan thành bột (bồ hóng) nếu bị nghiền nát.

## Hàng xóm của tôi là Totoro
Trong Hàng xóm của tôi là Totoro, ngôi nhà mà các nhân vật chính chuyển đến có chứa đầy Susuwatari, được gọi một cách hợp lý là Makkuro Kurosuke, một ảo ảnh quang học do di chuyển nhanh từ ánh sáng vào bóng tối. Quan sát thấy rằng gia đình mới đến đều là những người tốt, bầy Susuwatari rời khỏi nhà để chuyển đến một khu vực bỏ hoang khác.

## Sen và Chihiro ở thế giới thần bí
Loại sinh vật này sau đó xuất hiện trở lại trong Sen và Chihiro ở thế giới thần bí, làm công trong phòng lò hơi của Kamaji.
Nhân vật chính Sen (Chihiro) kết bạn với một vài con trong số chúng bằng cách giúp chúng mang than. Sen được cho biết rằng nếu những Susuwatari này không được giao việc, chúng sẽ biến thành bồ hóng. Một nhân vật khác, Lin, cho các Susuwatari ăn giống như nông dân cho gà ăn, ném một ít kẹo konpeitō của Nhật Bản xuống đất cho chúng. Sau khi Sen được chấp thuận làm nhân viên của nhà tắm, chủ yếu là Kamaji và Lin, Susuwatari gần như ngưỡng mộ cô ấy, và giúp đỡ cô ấy theo cách nhỏ bé của chúng.